# ドラヴィヤ (ジャイナ教)
ジャイナ宇宙論によれば、宇宙は六種のドラヴィヤ(サンスクリット:dravya、実体)からなる。そしてこのドラヴィヤの内訳は、霊魂(jīva、ジーヴァ、命)、物質(pudgala、プドガラ)、運動の原理(dharma、ダルマ)、制止の原理(adharma、アダルマ)、空間(ākāśa、アーカーシャ)、時間(kāla、カーラ)である。後五者はまとめて「アジーヴァ」(ajīva、非命、命なきもの)と呼ばれる。サンスクリットの語源によれば、ドラヴィヤは実体あるいは実在を意味するが、真のあるいは根本的な範疇をも意味する。

## ジーヴァ(命ある実体)
ジャイナ哲学によれば、宇宙は、無限に存在して新たに創造されることはなく常に存在する「ジーヴァ」つまり霊魂、魂からなる。霊魂には大きく分けて二種類の範疇がある、というのはカルマの束縛によってこのサンサーラの中で輪廻再生を被り続けている、解脱に至っていない現生の肉体に囚われた魂と、死と生から解放されたシッダ（解脱した魂）とである。本来、魂は全て無垢であるが、始まりのない時間の中でカルマに束縛された状態で存在する。魂はその真の無垢なる姿に到達するためにはカルマを撲滅する努力をしなければならない。

10世紀のジャイナ僧ネーミチャンドラが『ドラヴィヤサングラハ』で霊魂について述べている:
意識を持つ実体(霊魂)は知解能力によって特徴づけられ、霊的であり、行為を行い、自身の肉体と同一の広がりを持つ。それは(自身の行為の結果の)享受者であり、輪廻(サンサーラ)のあるいは解脱(モークシャ)の世界に存在し、固有の上昇運動を行う。—ドラヴィヤサングラハ—2
『アーチャーランガ・スートラ』には無垢の魂が以下のように述べられている:
解脱した魂は長くも小さくも丸くも三角でも資格でも円くもない; 黒くも青くも赤くも緑色でも白くもない; 良いにおいも悪いにおいもしない; 苦くも辛くも渋くも甘くもない; 粗くもきめ細かくもない; 重くも軽くもない; 冷たくも熱くもない; どぎつくもなめらかでもない; それは肉体を持たず、生まれ変わらず、(物質との)接触を持たず、それは女性でも男性でも中性でもないシッダは全てを認識し、全てを知り、たとえようもない。その本質は無形である; 無条件という条件すら存在しない。音も色も臭いも味も触感も、そういったものが全くない。—アーチャーランガ・スートラ —1.197
霊魂の性質は「チェータナ」(サンスクリット:cetana、意識)と「ウパヨーガ」(サンスクリット:upayoga、知識と認識)である。霊魂は死と生とを経験するが、本当に破壊されたり新しく作られたりするわけではない。崩壊したり起こったりするといってもそれはそれぞれある一つの状態が消えることと別の状態が現れることを指しているのであり、これらは魂の様態にすぎない。以上のような特質・様態をもつジーヴァは輪廻の世界を放浪し、その本来の形を失っているうちに新しい形でいることが当然のようになってしまう。この新しい形を放棄することで元の形に復帰できる。

## アジーヴァ(命なき五種の実体)
プドガラ(物質)物質は固体、液体、気体、エネルギー、微細なカルマの材料、そして極微の物質つまり素粒子に分類される。「パラマーヌ」(Paramāṇu)つまり素粒子はあらゆる物体の基本的な構成要素である。パラマーヌおよびプドガラの性質の一つとして永続性・不滅性がある。これらは結合したり様態が変化したりはするものの基本的な性質は変わらない。プドガラは新たに創造されることも破壊されることもなく、宇宙内のその総量は不変である。
ダルマ-ドラヴィヤ(運動の原理)ここでいうダルマとアダルマはジャイナ教の思想体系に特有のもので、運動と静止の原理を表す。これらは宇宙全体に充満しているとされる。ダルマとアダルマはそれ自体が運動および静止であるというわけではないが、他の物体の運動および静止の媒体となる。ダルマがなければ運動ができなくなる。水が魚を助けるのと同様に、運動の原理が、運動しようとしている物質や感覚あるものが運動するのを助けるのである。しかし、運動を行っていないものに対してダルマ自身が運動を行わせるというわけではない。
アダルマ-ドラヴィヤ(制止の原理)アダルマがなければ、宇宙内での静止・安定が不可能となる。日陰が旅行者を助けるように、制止の原理が、止まろうとしている物質や感覚あるものが運動をやめて止まるのを助ける。運動を行っているものに対してアダルマ自身が静止を行わせるというわけではない。
アーカーシャ(空間)空間はその中に生きている霊魂、物質、運動の原理、静止の原理、時間を包含する実体である。それは全体に充満しており、無限であり、空間内に無限に存在する点から成る。
カーラ(時間)カーラはジャイナ教によれば真の実在であり、活動・変化・修正は時間の進展を通じてのみ達成されうる。

## アスティカーヤ
六種類であるドラヴィヤの他に、時間を除いた五種類が「アスティカーヤ」(astikāya、実在体)、つまり外延物あるいは集成体と呼ばれてきた。集成体のように、それらは無数の空間内の点を持ち、「アスティカーヤ」と呼ばれる。空間内の感覚ある実体、運動と静止の媒体、そして無限なものの中には数えきれないほどの点が存在する。物質の中のアスティカーヤには三種類(すなわち数えきれるもの、数えきれないもの、無限なもの)ある。時間には一種類しかない。それゆえ、それは集成体ではない。そのため、対応する集成体あるいは外延物が「ジーヴァ・アスティカーヤ」(霊魂外延物あるいは集成体)、「プドガラ・アスティカーヤ」(物質集成体)、「ダルマ・アスティカーヤ」(運動集成体)、「アダルマ・アスティカーヤ」(静止集成体)、「アーカーシャ・アスティカーヤ」(空間集成体)と呼ばれる。これらはまとめて「パンチャ・アスティカーヤ」（五つのアスティカーヤ）と呼ばれる。

## ドラヴィヤの特質
これらの実体は以下のような共通の属性つまりグナを持つ:
- 「アスティトヴァ」(存在, astitva): 不壊性; 永続性; それによって実体が破壊されえないような能力
- 「ヴァストゥトヴァ」(機能性, vastutva): それによって実体が機能を持つような能力
- 「ドラヴィヤトヴァ」(可変性, dravyatva): それによって変項の中で変化し続けるような能力
- 「プラメーヤトヴァ」(可知性,prameyatva): それによって誰かに知られうる能力、つまり知識の主題となるものであるような能力
- 「アグルラグトヴァ」(独自性, agurulaghutva): それによってある特性あるいは実体が別のものに変化したりしない、そして実体がそれを失えば自身でなくなってしまうような特性を失わないような能力
- 「プラデーシャトヴァ, pradeśatva」(空間性): 何らかの空間を占める能力

ある種類のドラヴィヤを他の種類のドラヴィヤから区別できるような属性が存在する:
- 「チェータナトヴァ」(意識,cetanatva)と「アムールタトヴァ」(非物質性,amūrtatva)は魂つまりジーヴァの実体のクラスに共通する特質である
- 「アチェータナトヴァ」(非意識,acetanatva)と「ムールタトヴァ」(物質性,mūtatva)は物質の特質である
- 「アチェータナトヴァ」(非意識,acetanatva)と「アムールタトヴァ」(非物質性,amūrtatva)は運動、静止、時間、空間に共通である。